# Кульвен
Кульве́н (фр. Coulvain) — коммуна во Франции, находится в регионе Нижняя Нормандия. Департамент коммуны — Кальвадос. Входит в состав кантона Оне-сюр-Одон. Округ коммуны — Вир.
Код INSEE коммуны — 14188.

## Население
Население коммуны на 2010 год составляло 365 человек.
| 1962 | 1968 | 1975 | 1982 | 1990 | 1999 | 2010 |
| ---- | ---- | ---- | ---- | ---- | ---- | ---- |
| 254  | 239  | 218  | 214  | 236  | 289  | 365  |

## Экономика
В 2010 году среди 252 человек трудоспособного возраста (15—64 лет) 215 были экономически активными, 37 — неактивными (показатель активности — 85,3 %, в 1999 году было 74,9 %). Из 215 активных жителей работали 204 человека (117 мужчин и 87 женщин), безработных было 11 (4 мужчины и 7 женщин). Среди 37 неактивных 20 человек были учениками или студентами, 11 — пенсионерами, 6 были неактивными по другим причинам.